# 杨宝峰
杨宝峰（1957年11月27日—），男，吉林前郭人，中国药理学家，沈阳药科大学学士、哈尔滨医科大学药学硕士、同济医科大学（现华中科技大学同济医学院）药理学博士，哈尔滨医科大学教授、校长、国家级重点学科药理学科带头人。

## 生平
杨宝峰是吉林松原市前郭县乌兰塔拉乡人。2009年12月当选中国工程院院士，2023年当选欧洲科学院外籍院士。

## 争议

### 论文造假质疑
2011年9月，“千人计划”入选者王志国教授因学术论文造假，已被加拿大蒙特利尔大学心脏病研究所免去科研权利，并关闭实验室。据蒙特利尔大学心脏病研究所官方网站消息，研究所部门主任Tardif博士在9月2日召开的记者会上介绍，工作人员今年6月发现，王志国两篇已公开发表的论文被相关期刊撤销，经严密调查，专家委员会认定王志国违背研究所的科研伦理标准及其自身作为研究者的职责。这是蒙特利尔心脏病研究所近60年来首次发生类似事件。随后，在这两篇论文中与王志国联合署名的中国工程院院士、哈医大校长杨宝峰，也因此卷入“造假门”事件。王志国承认“问题文章”达7篇，但否认自己和哈医大校长杨宝峰造假，并称造成问题的技术员就是向各杂志社、媒体及基金会爆料的人。

## 社会兼职
- 教育部科学技术委员会委员
- 中国药理学会副理事长
- 中国药理学会心血管药理学专业委员会主任委员
- 省部共建国家重点实验室培育基地主任

## 以杨宝峰命名的菌种
- 杨宝峰奈瑟菌 Neisseria yangbaofengii Yang et al. 2023